# Hiroshi Kanazawa
Hiroshi Kanazawa (jap. 金澤 宏, Kanazawa Hiroshi; * vor 1920) war ein japanischer Fußballspieler.

## Nationalmannschaft
1934 debütierte Kanazawa für die japanische Fußballnationalmannschaft. Kanazawa bestritt zwei Länderspiele. Mit der japanischen Nationalmannschaft qualifizierte er sich für die Far Eastern Championship Games 1934.